# Lutte aux Jeux européens de 2015
Navigation
Édition suivante
La lutte aux Jeux européens de 2015 a lieu à Heydar Aliyev Arena, à Bakou, en Azerbaïdjan, du 13 au 20 juin 2015. 18 épreuves sont au programme.

## Programme
| CO | Cérémonie d'ouverture | T | Entrainements | ● | Compétitions | 1 | Finales | CC | Cérémonie de clôture |

| Juin  | Juin  | 12 | 13 | 14 | 15 | 16 | 17 | 18 | 19 | 20 | 21 | 22 | 23 | 24 | 25 | 26 | 27 | 28 | Épreuves |
| ----- | ----- | -- | -- | -- | -- | -- | -- | -- | -- | -- | -- | -- | -- | -- | -- | -- | -- | -- | -------- |
| Lutte | Lutte | CO | 2  | 2  | 2  | 2  | 2  | 2  | 3  | 3  |    |    |    |    |    |    |    | CC | 18       |

## Médaillés

### Hommes

#### Lutte libre
| Épreuve | Or                         | Argent                 | Bronze                                    |
| ------- | -------------------------- | ---------------------- | ----------------------------------------- |
| 57 kg   | Viktor Lebedev             | Marcel Ewald           | Sezar Akgül Alexandru Chirtoacă           |
| 61 kg   | Aleksandr Bogomoev         | Beka Lomtadze          | Vasyl Shuptar Hacı Əliyev                 |
| 65 kg   | Toğrul Əsgərov             | Frank Chamizo          | Mustafa Kaya Ilyas Bekbulatov             |
| 70 kg   | Magomedrasul Gazimagomedov | Magomiedmurad Gadżyjew | Ruslan Dibirgadzhiyev Yakup Gör           |
| 74 kg   | Aniuar Geduev              | Soner Demirtaş         | Jumber Kvelashvili Jabrayil Hasanov       |
| 86 kg   | Abdulrashid Sadulaev       | Piotr Ianulov          | Sandro Aminashvili Radosław Marcinkiewicz |
| 97 kg   | Xetaq Qazyumov             | Elizbar Odikadze       | Valeriy Andriytsev Abdusalam Gadisov      |
| 125 kg  | Taha Akgül                 | Aliaksei Shamarau      | Jamaladdin Magomedov Geno Petriashvili    |

#### Lutte gréco-romaine
| Épreuve | Or                | Argent             | Bronze                               |
| ------- | ----------------- | ------------------ | ------------------------------------ |
| 59 kg   | Stepan Maryanyan  | Soslan Daurov      | Elman Mukhtarov Tarik Belmadani      |
| 66 kg   | Artem Surkov      | Migran Arutyunyan  | István Levai Həsən Əliyev            |
| 71 kg   | Rasul Chunayev    | Bálint Korpási     | Dominik Etlinger Frank Stäbler       |
| 75 kg   | Elvin Mursaliyev  | Viktor Nemeš       | Dmytro Pyskhov Chingiz Labazanov     |
| 80 kg   | Evgeny Saleev     | Rafig Huseynov     | Viktar Sasunouski Daniel Aleksandrov |
| 85 kg   | Davit Chakvetadze | Zhan Beleniuk      | Metehan Başar Ramsin Azizsir         |
| 98 kg   | Islam Magomedov   | Dimitriy Timchenko | Mélonin Noumonvi Cenk İldem          |
| 130 kg  | Riza Kayaalp      | Sabahi Shariati    | Ioseb Chugoshvili Heiki Nabi         |

### Femmes

#### Lutte libre
| Épreuve | Or                     | Argent             | Bronze                                           |
| ------- | ---------------------- | ------------------ | ------------------------------------------------ |
| 48 kg   | Mariya Stadnyk         | Elitsa Yankova     | Iwona Matkowska Valentina Islamova Brik          |
| 53 kg   | Anzhela Dorogan        | Roksana Zasina     | Merve Kenger Nadzeya Shushko                     |
| 55 kg   | Sofia Mattsson         | Katarzyna Krawczyk | Evelina Nikolova Natalya Sinishin                |
| 58 kg   | Emese Barka            | Tetyana Lavrenchuk | Elif Jale Yesilirmak Grace Bullen                |
| 60 kg   | Marianna Sastin        | Svetlana Lipatova  | Veranika Ivanova Taybe Yusein                    |
| 63 kg   | Valeriia Lazinskaia    | Yuliya Tkach       | Maryia Mamashuk Anastasija Grigorjeva            |
| 69 kg   | Alina Stadnyk-Makhynia | Ilana Kratysh      | Natalia Vorobieva Aline Focken                   |
| 75 kg   | Vasilisa Marzaliuk     | Ekaterina Bukina   | Maider Unda Gonzalez de Audicana Svetlana Saenko |

## Tableau des médailles
| Rang  | Nation      | Or | Argent | Bronze | Total |
| ----- | ----------- | -- | ------ | ------ | ----- |
| 1     | Russie      | 11 | 2      | 5      | 18    |
| 2     | Azerbaïdjan | 6  | 2      | 7      | 15    |
| 3     | Turquie     | 2  | 1      | 7      | 10    |
| 4     | Hongrie     | 2  | 1      |        | 3     |
| 5     | Ukraine     | 1  | 4      | 3      | 8     |
| 6     | Biélorussie | 1  | 2      | 5      | 8     |
| 7     | Suède       | 1  |        |        | 1     |
| 8     | Pologne     |    | 3      | 2      | 5     |
| 9     | Géorgie     |    | 2      | 3      | 5     |
| 10    | Allemagne   |    | 1      | 3      | 4     |
| -     | Bulgarie    |    | 1      | 3      | 4     |
| 12    | Moldavie    |    | 1      | 2      | 3     |
| 13    | Israël      |    | 1      |        | 1     |
| -     | Italie      |    | 1      |        | 1     |
| -     | Serbie      |    | 1      |        | 1     |
| -     | Arménie     |    | 1      |        | 1     |
| 17    | France      |    |        | 2      | 2     |
| 18    | Croatie     |    |        | 1      | 1     |
| -     | Slovaquie   |    |        | 1      | 1     |
| -     | Estonie     |    |        | 1      | 1     |
| -     | Espagne     |    |        | 1      | 1     |
| -     | Lettonie    |    |        | 1      | 1     |
| -     | Norvège     |    |        | 1      | 1     |
| Total | Total       | 24 | 24     | 48     | 96    |